# Bar Hadad III
Bar Hadad III var den åttonde arameiska kungen i Aram-Damaskus
Han var son till Hazael och efterträdde honom. Han omnämns i Andra Kungaboken i Gamla Testamentet.